# 聯合防務工業
聯合防務工業（UDI）是一家美国國防承包商，2005年被BAE系统公司收购后成为BAE系统陆地与军备公司的一部分。该公司生产战斗车辆、大炮、舰炮、导弹发射器和精确弹药。

## 历史

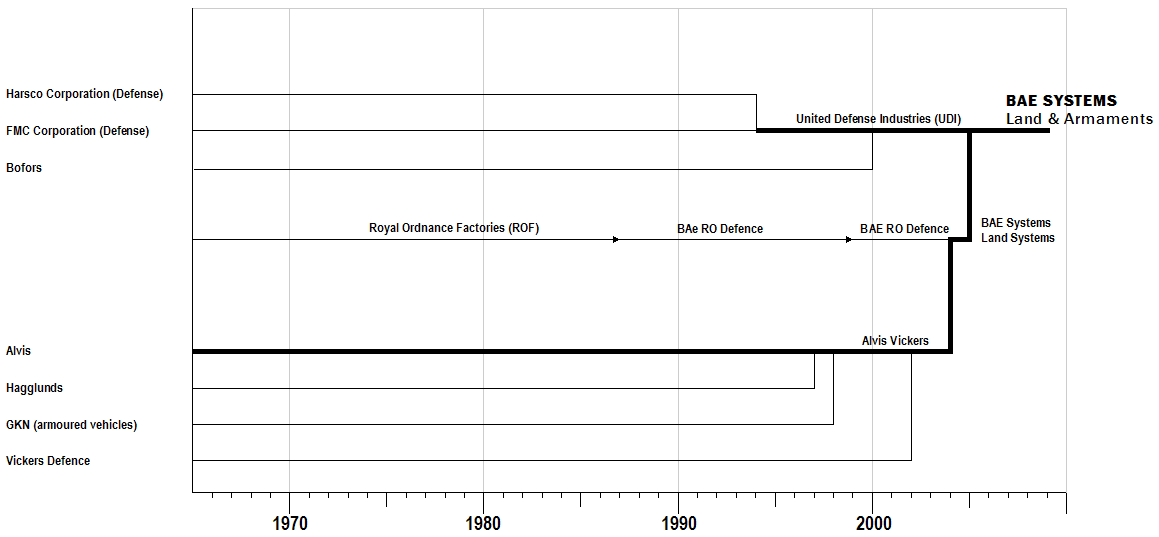
BAE 系统公司陆地与军备部门的演变

该公司最初是农业机械企业食品机械公司(FMC) 的一个部门，当时他们赢得了美国联邦政府的合同，建造履带式登陆车(LVT)，并在第二次世界大战期间成为一家武器制造商。1964年，FMC 收购了位于明尼苏达州弗里德利的北方军械公司 (以前的北方泵公司)，扩大了其国防业务，该公司专门生产海军舰载枪和导弹发射器。
該公司最初是農業機械企業食品機械公司(FMC)的一個部門，當時他們贏得了美國聯邦政府的合同，建造履帶式登陸車(LVT)，並在第二次世界大戰期間成為武器製造商。1964 年，FMC 收購了位於明尼蘇達州弗里德利的北方軍械公司(以前的北方泵公司)，擴大了其國防業務，該公司專門生產海軍艦載槍和導彈發射器。
鲍文麦克劳克林约克公司 (BMY) 后来成为哈斯科公司的 BMY 部门，是一家独立的企业，涉及各种战斗车辆和其他国防硬件的设计和制造。由于 1983 年至 1994 年履带式战车订单大幅下滑，FMC 与哈斯科公司于 1994年1月同意合并其国防业务，成立联合防务公司。新公司拥有前 FMC 位于加利福尼亚州的地面系统分部、前 FMC 位于明尼苏达州的军备系统分部以及哈斯科位于宾夕法尼亚州的 BMY 作战系统分部。新公司重组了业务，将战斗车辆的最终组装和测试集中在宾夕法尼亚州。 
鮑文麥克勞克林約克公司 (BMY) 後來成為哈斯科公司的 BMY 部門，是一家獨立的企業，涉及各種戰鬥車輛和其他國防硬體的設計和製造。由於 1983 年至 1994 年履帶式戰車訂單大幅下滑，FMC 與哈斯科公司於1994年1月同意合併其國防業務，成立聯合防務公司。新公司擁有原 FMC 位於加州的地面系統分部、原 FMC 位於明尼蘇達州的軍備系統分部以及哈斯科位於賓州的 BMY 作戰系統分部。新公司對業務進行了重組，將作戰車輛的最終組裝和測試集中在賓州。
2000年9月，UDI 收购了瑞典博福斯武器系统公司，随后更名为博福斯防务公司。 
1997 年，UDI 受到竞争对手通用动力公司和凯雷集团的收购要约。该公司选择了私募股权公司凯雷集团（Carlyle Group）的最低出价，该集团于 2001 年让该公司上市，但保留了该公司的部分股份。

### 收购 BAE 系统公司
2005年3月7日，英国国防承包商BAE 系统公司宣布以 39.74 亿美元（21 亿英镑）收购 UDI。此前，诺斯罗普·格鲁曼公司等多家公司也表达了收购兴趣。
BAE系统公司的出价被提交给美国外国投资委员会（CFIUS），以确保此次出售不会对国家安全产生影响。美国外国投资委员会于 2005 年 4 月批准了该交易。 BAE 于2005年6月24日完成对联合防务公司的收购，并宣布计划将该公司与其现有的陆地系统业务合并，组建为BAE 系统陆地与军备公司。

## 产品
聯合防禦公司产品包括:
- 下一代美国海军水面战舰的先进火炮系统(AGS)
- 未来作战系统载人地面车辆系列轻型装甲地面车辆
- M2布雷德利步兵战车
- M3布雷德利骑兵战车
- M8 装甲炮系统，美国陆军轻型坦克，1996年取消
- M88 大力神装甲抢修车
- M109 帕拉丁
- M113系列
- 轻型机动战术车辆，基于美国陆军临时装甲车计划提出的 M113 车辆[3]
- XM2001 十字軍自走砲
- Mark 41垂直發射系統(VLS)
- 5-54 Mark 45和 62 口径轻型舰炮